# Konståkning
Konståkning är en sport där man åker med skridskor på is. Varje tävlande har sitt eget program, ett kortprogram och ett friåkningsprogram. På lägre nivåer har man bara ett friåkningsprogram. I programmen utförs hopp, piruetter och speciella steg till ett utvalt musikstycke. Musik för tävling i singelåkning fick inte innehålla sång fram till och med OS 2014. Men därefter har det blivit tillåtet. Sång är tillåten i isdans och i synkroniserad konståkning.

## Historia
De äldsta skridskorna hittade man i Rom och är cirka 4 000 år gamla. Likartade fynd har påträffats i Norden och därför hävdar många att skridskoåkningen härstammar från Norden. Vikingarna färdades ofta över isarna på sina lårbensskridskor. Metallskenorna kom först på 1400-talet.
Skridskoåkning var modernt i Nederländerna och England på 1600-talet och 1700-talet. 1640 bildades Edinburgh Skating Club. Redan på 1700-talet började en engelsk artillerilöjtnant sätta åkningen i system. 1830 bildades London Skating Club och först då kan man börja tala om konståkning. Jackson Haines från USA turnerade i Europa på 1860-talet med sina konståkningsskridskor där skenan var fast monterad vid kängan. Hans eleganta uppvisningar väckte ett enormt intresse.
Kungliga Skridskoklubben tillkom 1866 i Stockholm. Tillträde hade bara hovet, militären samt de högsta kretsarna. 1884 grundades Stockholms Allmänna Skridskoklubb (SASK). 1891 avhölls det första Europamästerskapet i Hamburg, tävlingarna kunde dock inte slutföras på grund av töväder. Damerna fick först 1902 vara med på VM i London och fick då ställa upp i herrklassen. Att bemärka då var att Madge Syers från England kom 2:a efter världsmästaren Ulrich Salchow från Sverige. 1908 blev konståkning en olympisk gren. Redan 16 år före de första olympiska vinterspelen var alltså konståkning en gren i olympiska sommarspelen.

## Utförande

### Grunder
Det första man lär sig i konståkning är bland annat piruett på två ben, köttbullen, slalom, tuppen och flygskär. De sex grundhopp som utförs är toeloop, flip, lutz, salchow, ögel och axel. De tre första är så kallade tåhopp (listade efter svårighetsgrad), med upphopp från skridskospetsen. De tre sista är skärhopp (likaledes listade efter svårighetsgrad), med upphopp utan skridskospetsen. Av dessa hopp kan man göra enkel (ett varv), dubbel (två varv), trippel (tre varv) och kvadrupel (fyra varv); teoretiskt är även kvintupel (fem varv) inom modern konståkning inom möjligheternas gräns. 
Innan man lär sig grundhoppen är det vanligt att träna sig med ett "trea-hopp". Det är som en axel, fast man hoppar bara ett halvt varv (hoppar framifrån, landar baklänges). Herrar har lättare för kvadruplar än damer eftersom de har en större rotationsförmåga och bättre spänst (jämför: höjdhopp). Salchowhoppet är uppkallat efter den i Sverige verksamme danskfödde konståkaren Ulrich Salchow och axelhoppet efter norrmannen Axel Paulsen. 
Grundpositionerna för piruetter är stå-, sitt- och liggpiruett. Sedan kan man variera de positionerna till exempelvis en himmelspiruett/sidledspiruett, hopp-i-liggpiruett, hopp-i-sittpiruett eller Biellmannpiruett. Sistnämnda piruett är uppkallad efter den schweiziska konståkaren Denise Biellmann.
För att bli en duktig konståkare och klara de svåra hoppen, stegen och piruetterna krävs mycket träning och vilja. Några saker som är viktiga i konståkning är att ha bra koordination, uthållighet, spänst och ett psyke som klarar av stora påfrestningar, både i tränings- och tävlingssituationen. Träning utanför isen, i form av konditions-, styrke-, teknik- och spänstträning är oerhört viktig för att konståkarna ska bli bättre. För att klara av svåra positioner i piruetter och koreografi är även vighet en positiv egenskap. Hopp-i-ligg med landning i sittposition och hopp-i-sitt med fotbyte i landningen räknas också som hopp-i-sitt.

### Skridskon
Konståkningsskridskon är gjord av styvt läder och går långt upp på vristen för att ge stöd. Dess skena är försedd med taggar i spetsen för att ge avstamp vid vissa hopp och som rotationspunkt vid piruetter. Undersidan på skenan är svagt konkav ("skålslipad"), vilket skapar två tydliga skär: ytterskär (på "lilltåsidan") och innerskär (på "stortåsidan"). Undersidan är inte rak, utan har en svag krökning (radie 180–200 cm).

## Moment och grenar i konståkning
- Singelåkning
- Paråkning
- Isdans
- Synkroniserad konståkning

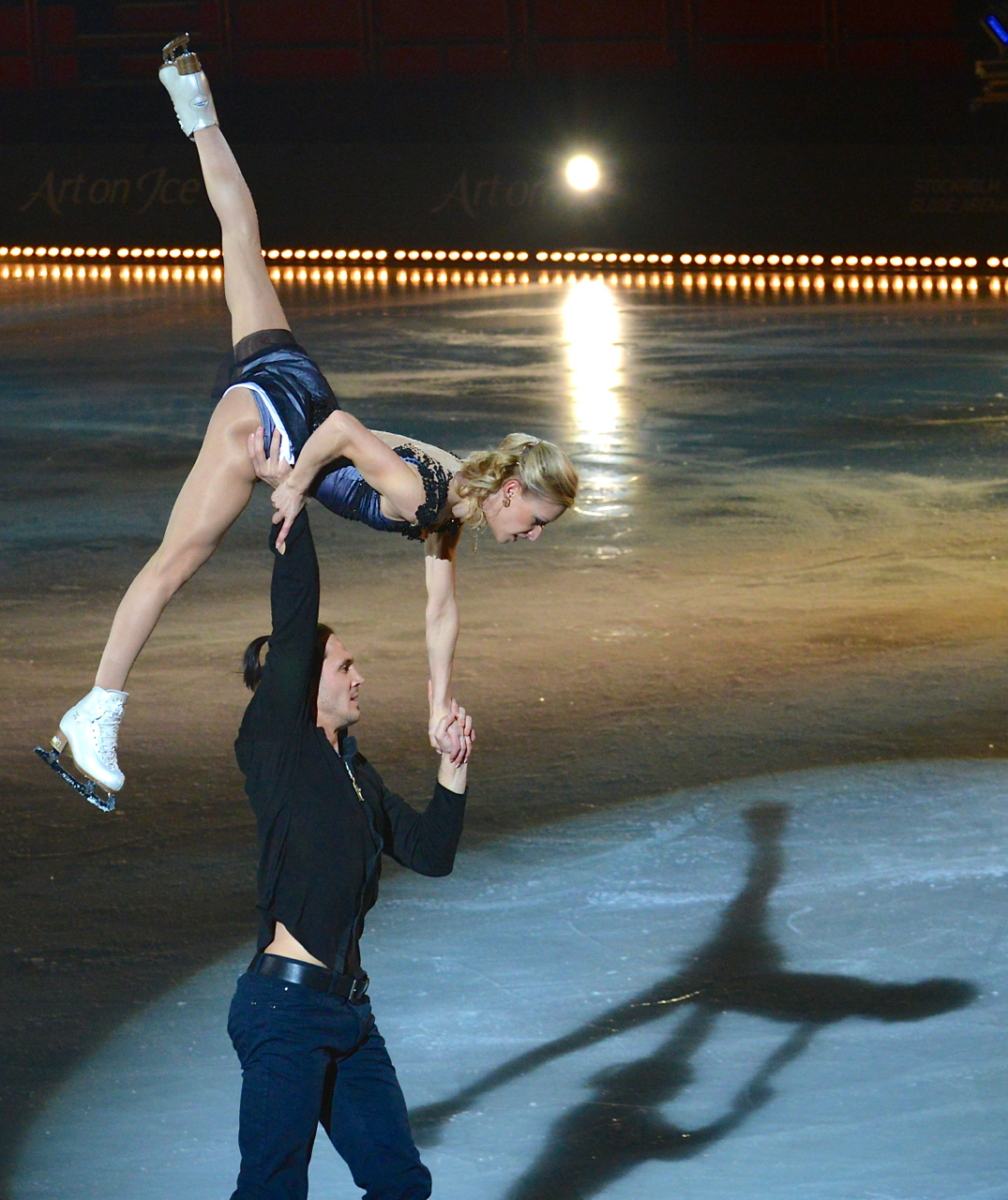
Tatiana Volosozhar och Maxim Trankov i Art on Ice.

- Obligatoriska figurer - ingår inte längre som obligatoriskt moment.

I singelåkning gör åkarna två program, ett kortprogram med sju (7) bestämda element. Tre hoppelement ska vara med, varav en axel, ett hopp som föregåtts av steg, och en hoppkombination. Åkarna gör också tre piruetter varav en kombinationspiruett, och en stegsekvens.
Konståkarna gör även ett friprogram. Där ska damerna ha sju "hoppställen", varav tre kan vara kombinationer bestående av två eller tre hopp i rad. Herrarna har åtta "hoppställen" och de har också möjlighet att göra kombinationer men endast på tre av "hoppställena". Sedan ska både damerna och herrarna göra tre piruetter. Därefter kan damerna ha en så kallad koreografisk sekvens och en stegsekvens medan herrarna har en stegsekvens och en koreografisk sekvens. Den koreografiska sekvensen bedöms inte av den tekniska panelen i svårighetsgrad, utan enbart av domarna i kvalitet. Damerna ska ha minst ett flygskär som inte är en spark i sin koreografiska sekvens. 
I paråkning åker en man och en kvinna två program ihop. Först det korta programmet och sedan friåkningen. 
Även i isdans åker en man och en kvinna tillsammans. Man åker två olika program: en kortdans och en fridans.
I synkroniserad konståkning åker 16 personer på isen samtidigt. Både kvinnor och män åker blandat i samma lag. Här är det viktigt att alla är samspelta och vet exakt var man har varandra. Sedan 1990-talet arrangeras VM i synkroniserad konståkning. Sverige, Finland, Kanada, och USA tillhör de bästa nationerna.

## Tävlingsidrott
Varje år arrangeras bland annat Europamästerskapen i konståkning, Världsmästerskapen i konståkning, Four Continents (en tävling motsvarande Europamästerskap för övriga kontinenter), och sedan 1990-talet även juniorvärldsmästerskapen i konståkning.
Några kända konståkare är Kim Yu-Na, Mao Asada, Sasha Cohen, Evgeni Plushenko, Evan Lysacek, Joannie Rochette, Brian Joubert, och Stéphane Lambiel. De kanske mest kända är dock fortfarande Nancy Kerrigan och Tonya Harding, efter Skönheten och Odjuret-dramat som skedde inför OS i Lillehammer 1994.

### Bedömning
Konståkning är en bedömningssport. Varje tekniskt element, alltså hopp, steg, och piruetter, har ett bestämt värde som kan öka eller minska beroende på med vilken svårighetsgrad och kvalitet det utförs. Bedömningen är uppdelad på den så kallade tekniska panelen, och på ett antal domare. 
Den tekniska panelen identifierar vilka element åkaren utför. Panelen bestämmer om hoppen är fullroterade och vilken svårighetsgrad åkaren har i sina tekniska element. Det finns fem svårighetsgrader, från basnivån (lättast), till nivå 4 (svårast). Panelen består av två eller tre tekniska experter, varav en eller två kallas tekniska specialister och en kallas teknisk kontrollant. Experterna har möjlighet att videogranska det åkaren utfört efter att åket är klart. Om panelen är oenig om bedömningen av något element gäller att majoritetens åsikt avgör. Om panelen endast består av två experter (vanligt vid mindre tävlingar), är det kontrollanten som i slutändan fattar beslut om vilken bedömning som ska gälla. Domarna får en blankett där åkaren har förklarat sitt program, och vilka olika element åkaren har i programmet. Detta görs för att domarna ska ha en klar bild över åkarens program, och för att veta hur de ska bedöma.  
Domarna betygsätter kvaliteten på alla de tekniska elementen på en skala från -5 till +5. De bedömer också utifrån det konstnärliga utförandet, som är uppdelat i fem delar. Dessa är skridskoteknik, sammanbindande steg, utförande, koreografi och tolkning av musiken. Dessa fem så kallade komponenter bedöms på en skala från 0,25 till 10,00. Högsta och lägsta siffra räknas bort, både vad gäller kvalitetsbedömningen av de tekniska elementen och bedömningen av de konstnärliga komponenterna. Sedan dras ett snitt på övriga domarsiffror. Domarna kan döma väldigt olika beroende på vad de själv anser om programmet. 
Större tävlingar som OS eller VM avslutas med att de bäst placerade åkarna åker ett program enbart för uppvisning, då finns inga regler som begränsar musikval eller elementen. 
Den svenska benämningen konståkning kan man översätta till det som det innebär, ”konst på is” eller ”artistisk åkning”. Denna betydelse i benämningen finns i många språk, till exempel tyskans ”Eiskunstlauf”. Förutom tävlingar associeras också konståkning till show business. Efter avslutad tävlingskarriär börjar en del åkare som artister i isshower och andra uppvisningar. Många konståkningsklubbar och föreningar brukar ha en jul- och/eller vårshow.

## I populärkulturen
År 1937 medverkade konståkaren Sonja Henie i filmen På hal is. Konståkning har även varit i fokus i flera andra filmer, däribland Ice Castles (1978), Kärlek på hal is (1992, som fått tre uppföljare), Isprinsessan (2005),  Blades of Glory (2007) och I, Tonya (2017). Den olympiska mästaren Brian Boitano parodierades i South Park: Bigger, Longer & Uncut (1999) med sången "What Would Brian Boitano Do?". 